# Victor Frederick Buckingham
Victor Frederick Buckingham, conegut també com a Vic Buckingham, fou un jugador i entrenador anglès de futbol.
Va néixer el 23 d'octubre del 1915 a Greenwich, Anglaterra, i morí el 26 de gener del 1995 a Chichester, Anglaterra.
A la seva etapa de futbolista va jugar durant catorze anys al Tottenham Hotspur FC de Londres, entre els anys 1935 i 1949. La seva posició era de migcampista i en total disputà 230 partits al seu club.
La seva etapa més destacada fou la d'entrenador. Inicià la seva trajectòria a alguns clubs amateurs anglesos, com el Pegasus F.C. i el Bradford Park Avenue. A la Premier League anglesa hi debutà amb el West Bromwich Albion. Posteriorment dirigí, als Països Baixos, l'Ajax d'Amsterdam on esdevingué un dels entrenadors més valorats. Va fer debutar al club en Johan Cruyff i fou un dels precursors de la filosofia del "futbol total" que practicaren, primer l'Ajax i després la selecció dels Països Baixos. Entre 1969 i 1971 va ser entrenador del FC Barcelona.

## Trajectòria esportiva
Com a jugador
- Tottenham Hotspur FC: 1935-1949, 204 partits (1 gol)

Com a entrenador
- Oxford University/Pegasus F.C.: 1950-1951
- Bradford Park Avenue: 1951-1953
- West Bromwich Albion FC: 1953-1959
- Ajax Amsterdam: 1959-1961
- Sheffield Wednesday FC: 1961-1964
- Ajax Amsterdam: 1964-1965
- Fulham FC: 1965-1968
- Ethnikos Piraeus: 1968-1969
- FC Barcelona: 1969-1971
- Sevilla FC: 1972